# Томас Буффель
Томас Буффель (нід. Thomas Buffel, нар. 19 лютого 1981, Осткамп) — бельгійський футболіст, що грав на позиції півзахисника, зокрема за «Феєнорд», «Генк», а також національну збірну Бельгії. 

## Клубна кар'єра
Починав займатися футболом на батьківщині у клубній структурі «Серкля» (Брюгге), а 1997 року приєднався до академії нідерландського «Феєнорда». У дорослому футболі дебютував 2000 року виступами на правах оренди за «Ексельсіор» (Роттердам) у другому дивізіоні першості Нідерландів, де провів два сезони, взявши участь у 63 матчах. Згодом виступав за основну команду «Феєнорда», відігравши за два з половиною роки у 80 іграх найвищого дивізіону Нідерландів. 2002 року визнавався найперспективнішим бельгійським спорсменом, отримавши титул «Спортивний талант року».
У січні 2005 року за 2,3 мільйони фунтів став гравцем шотландського «Рейнджерс». У Шотландії отримував досить багато ігрової практики, хоча гравцем основного складу не став. До того ж боровся з травмами, а майже всю другу половину сезону 2006/07 був змушений пропустити відновлюючись після операції на коліні.
Влітку 2008 року залишив «Рейнджерс» і, повернувшись на батьківщину, на правах вільного агента уклав контракт із «Серклєм» (Брюгге). Відігравши за головну команду клубу, в структурі якого свого часу починав займатися футболом, один повний сезон, на початку другого перейшов до «Генка». У складі команди з Генка протягом наступних дев'ять сезонів був основним гравцем, допомігши їй 2011 року стати чемпіоном Бельгії, а у 2013 здобути Кубок країни.
Завершував ігрову кар'єру у команді «Зюлте-Варегем», за яку виступав протягом 2018—2019 років.

## Виступи за збірну
2002 року дебютував в офіційних матчах у складі національної збірної Бельгії.
Загалом протягом кар'єри в національній команді, яка тривала 12 років, провів у її формі 35 матчів, забивши 6 голів.
| Дата       | Місто            | Господарі            | Результат | Гості                | Турнір            | Голи | Примітки |
| ---------- | ---------------- | -------------------- | --------- | -------------------- | ----------------- | ---- | -------- |
| 12-10-2002 | Андорра-ла-Велья | Андорра              | 0 – 1     | Бельгія              | Відбір до ЧЄ 2004 | -    |          |
| 16-10-2002 | Таллінн          | Естонія              | 0 – 1     | Бельгія              | Відбір до ЧЄ 2004 | -    | 89'      |
| 12-2-2003  | Аннаба           | Алжир                | 1 – 3     | Бельгія              | товариський матч  | -    | 82'      |
| 29-3-2003  | Загреб           | Хорватія             | 4 – 0     | Бельгія              | Відбір до ЧЄ 2004 | -    |          |
| 30-4-2003  | Брюссель         | Бельгія              | 3 – 1     | Польща               | товариський матч  | 1    |          |
| 7-6-2003   | Софія            | Болгарія             | 2 – 2     | Бельгія              | Відбір до ЧЄ 2004 | -    |          |
| 11-6-2003  | Ґент             | Бельгія              | 3 – 0     | Андорра              | Відбір до ЧЄ 2004 | -    | 73'      |
| 20-8-2003  | Брюссель         | Бельгія              | 1 – 1     | Нідерланди           | товариський матч  | -    | 86'      |
| 10-9-2003  | Брюссель         | Бельгія              | 2 – 1     | Хорватія             | Відбір до ЧЄ 2004 | -    | 87'      |
| 11-10-2003 | Льєж             | Бельгія              | 2 – 0     | Естонія              | Відбір до ЧЄ 2004 | 1    | 87'      |
| 18-2-2004  | Брюссель         | Бельгія              | 0 – 2     | Франція              | товариський матч  | -    | 85'      |
| 31-3-2004  | Кельн            | Німеччина            | 3 – 0     | Бельгія              | товариський матч  | -    |          |
| 28-4-2004  | Брюссель         | Бельгія              | 2 – 3     | Туреччина            | товариський матч  | -    | 82'      |
| 29-5-2004  | Брюссель         | Нідерланди           | 0 – 1     | Бельгія              | товариський матч  | -    |          |
| 18-8-2004  | Осло             | Норвегія             | 2 – 2     | Бельгія              | товариський матч  | 2    | 55' 70'  |
| 4-9-2004   | Шарлеруа         | Бельгія              | 1 – 1     | Литва                | Відбір до ЧС 2006 | -    |          |
| 9-10-2004  | Сантандер        | Іспанія              | 2 – 0     | Бельгія              | Відбір до ЧС 2006 | -    | 79'      |
| 17-11-2004 | Брюссель         | Бельгія              | 0 – 2     | Сербія та Чорногорія | Відбір до ЧС 2006 | -    |          |
| 9-2-2005   | Каїр             | Єгипет               | 4 – 0     | Бельгія              | товариський матч  | -    | 74'      |
| 26-3-2005  | Брюссель         | Бельгія              | 4 – 1     | Боснія і Герцеговина | Відбір до ЧС 2006 | 1    | 30' 90'  |
| 30-3-2005  | Серравалле       | Сан-Марино           | 1 – 2     | Бельгія              | Відбір до ЧС 2006 | -    | 38'      |
| 4-6-2005   | Белград          | Сербія та Чорногорія | 0 – 0     | Бельгія              | Відбір до ЧС 2006 | -    | 89'      |
| 3-9-2005   | Зениця           | Боснія і Герцеговина | 1 – 0     | Бельгія              | Відбір до ЧС 2006 | -    | 67'      |
| 7-9-2005   | Антверпен        | Бельгія              | 8 – 0     | Сан-Марино           | Відбір до ЧС 2006 | 1    |          |
| 8-10-2005  | Брюссель         | Бельгія              | 0 – 2     | Іспанія              | Відбір до ЧС 2006 | -    | 61'      |
| 11-5-2006  | Сіттард          | Саудівська Аравія    | 1 – 2     | Бельгія              | товариський матч  | -    | 46'      |
| 20-5-2006  | Трнава           | Словаччина           | 1 – 1     | Бельгія              | товариський матч  | -    | 77'      |
| 24-5-2006  | Генк             | Бельгія              | 3 – 3     | Туреччина            | товариський матч  | -    | 16' 46'  |
| 16-8-2006  | Брюссель         | Бельгія              | 0 – 0     | Казахстан            | Відбір до ЧЄ 2008 | -    |          |
| 20-8-2008  | Нюрнберг         | Німеччина            | 2 – 0     | Бельгія              | товариський матч  | -    | 61'      |
| 14-10-2009 | Таллінн          | Естонія              | 2 – 0     | Бельгія              | Відбір до ЧС 2010 | -    | 46'      |
| 14-11-2009 | Ґент             | Бельгія              | 3 – 0     | Угорщина             | товариський матч  | -    | 87'      |
| 3-3-2010   | Брюссель         | Бельгія              | 0 – 1     | Хорватія             | товариський матч  | -    | 75'      |
| 19-5-2010  | Брюссель         | Бельгія              | 2 – 1     | Болгарія             | товариський матч  | -    |          |
| 6-2-2013   | Брюгге           | Бельгія              | 2 – 1     | Словаччина           | товариський матч  | -    | 78'      |
| Усього     |                  | Матчів               | 35        |                      | Голів             | 6    |          |

## Титули і досягнення

### Командні
- Володар Кубка Шотландії (1):

«Рейнджерс»: 2007-2008
- Володар Кубка шотландської ліги (1):

«Рейнджерс»: 2007-2008
- Чемпіон Бельгії (1):

«Генк»: 2010-2011
- Володар Кубка Бельгії (1):

«Генк»: 2012-2013
- Володар Суперкубка Бельгії (1):

«Генк»: 2011

### Особисті
- Бельгійський спортивний талант року (1):2002